# Войцех Покора
Войцех Покора (пол. Wojciech Pokora; 2 жовтня 1934 — 4 лютого 2018) — польський актор театру, кіно та телебачення.

## Біографія
Войцех Покора народився 2 жовтня 1934 року у Варшаві. Закінчив Технікум будівництва двигунів у Вроцлаві. Акторську освіту здобув у Державній вищій театральній школі у Варшаві (тепер Театральна академія ім. А. Зельверовича), яку закінчив у 1958 році. Дебютував у театрі у 1958 та в кіно у 1960. Був актором кількох варшавських театрів. Співав (також і по-чеськи) та грав роль директора театру в телевізійному кабаре.
Помер 4 лютого 2018 року у Варшаві.

## Вибрана фільмографія
- 1960 — Косооке щастя
- 1970 — Рейс / Rejs
- 1980 — Плюшевий ведмедик